# Ruta Provincial 1 (Santa Fe)
La Ruta Provincial 1 “Teófilo Madrejón”  es una carretera de 309 km de jurisdicción provincial, ubicada al este de la Provincia de Santa Fe, Argentina.
Comienza al oeste del barrio La Guardia (distrito de La Costa de la ciudad de Santa Fe de la Vera Cruz) y finaliza al sur de la ciudad de Reconquista; conectada, respectivamente, a la encrucijada de la Ruta Nacional 168 (al inicio) y a la Ruta Nacional A009 (al final). Es conocido como el corredor de la costa, ya que atraviesa localidades santafesinas del borde oeste de la llanura aluvial del río Paraná en su tramo Medio.
La Ruta Provincial 1 fue célebre por al menos dos accidentes. En orden cronológico, el primer accidente fue en 1995, en Los Cerrillos (localidad de Santa Rosa de Calchines), donde perdió la vida el boxeador Carlos Monzón, campeón mundial por el Consejo Mundial de Boxeo . El segundo accidente fue en 2016, en la zona rural de Cayastá, donde el prófugo Martín Lanatta volcó una Volkswagen Amarok, ploteada falsamente de "Gendarmería Nacional", lo que marcó el fin de una fuga con amplia cobertura mediática desde fines de 2015. 

## Localidades
La Ruta Provincial 1 conecta 14 localidades santafesinas (sin contar parajes) de 4 departamentos:
- Departamento La Capital: La_Guardia_(Santa_Fe) y Colastiné Norte (ambos barrios de Santa Fe (Argentina)); ciudad de San José del Rincón; comuna de Arroyo Leyes.
- Departamento Garay: comuna de Santa Rosa de Calchines; comuna de Cayastá; ciudad de Helvecia; comuna de Saladero Mariano Cabal; comuna de Colonia Mascías.
- Departamento San Javier: ciudad de San Javier; comuna de  Colonia Teresa; comuna de Alejandra; ciudad de Romang.
- Departamento General Obligado: ciudad de Reconquista.